# Совата (Румыния)
Совата (рум. Sovata [soˈvata], венг. Szováta [’sovaːtɒ]) — город в Румынии, находится в 60 км к востоку от Тыргу-Муреша, входит в состав жудеца Муреш.
Население — 10 234 человек (2011).
Совата — город-курорт, известен гелиотермальным озером Урсу (Медвежье).